# Бејтсвил (Арканзас)
Бејтсвил (енгл. Batesville) град је у америчкој савезној држави Арканзас.

## Демографија
По попису из 2010. године број становника је 10.248, што је 803 (8,5%) становника више него 2000. године.
| Група             | 2000.         | 2010.         |
| Белци             | 8.549 (90,5%) | 8.053 (78,6%) |
| Афроамериканци    | 439 (4,6%)    | 438 (4,3%)    |
| Азијати           | 110 (1,2%)    | 158 (1,5%)    |
| Хиспаноамериканци | 236 (2,5%)    | 1.379 (13,5%) |
| Укупно            | 9.445         | 10.248        |